# Shuttlepod One
Shuttlepod One is de vijftiende aflevering van de serie Star Trek: Enterprise van 97 in totaal. In deze aflevering moeten luitenant Malcolm Reed en Trip Tucker zien te overleven in een Shuttle waarin het ijzig koud is en te weinig zuurstof om lang te overleven. En dat terwijl hun moederschip, de Enterprise, geen idee heeft van hun alsmaar verslechterende situatie.

## Verloop van de aflevering in hoofdlijnen
Als Tucker en Reed een asteroïdenveld bestuderen, blijkt dat de Enterprise is vernietigd. Van tevoren was al gebleken dat de communicatiemogelijkheden en de sensoren van hun shuttle waren uitgevallen. Ondanks dat ze niet in Warpsnelheden kunnen vliegen, gaan ze op zoek naar hulp. Als ze door een singulariteit ook nog eens veel zuurstof verliezen, weet vooral Reed zeker dat ze het niet zullen gaan overleven en begint hij, tot ergernis van Tucker, met het opnemen van allerlei berichten aan zijn toekomstige nabestaanden. Wanneer ze er door een transmissie achter komen dat de Enterprise wel degelijk nog intact is, zijn de bemanningsleden buiten zichzelf van vreugde (mede door een grote hoeveelheid bourbon). Later bekoelt die vreugde, als ze beseffen dat hun zuurstof op zal zijn voordat hun rendez-vous zal plaatsvinden. Ze blazen hun eigen motoren op, om de aandacht te trekken, in de hoop dat de Enterprise haar snelheid zal verhogen. 

### Op deEnterprise
Het blijkt echter dat de Enterprise helemaal niet vernietigd was. Zij waren slechts met een ander schip aan het meren, toen dat schip vol Tesnianen, óók werd geraakt door een singulariteit, waardoor het schip beschadigd raakte en vernietigd werd. Daarbij beschadigde een lanceerbaai van de Enterprise. Zij brengen de Tesnianen terug naar hun thuiswereld.
Alleen omdat de officieren in de shuttle hun eigen motoren opbliezen, merkte de bemanning van de Enterprise op dat er wellicht wat fout gegaan kon zijn in de shuttle. Uiteindelijk komen ze nog net op tijd aan bij de shuttle om haar bemanning te kunnen redden.

## Achtergrondinformatie
- Deze aflevering is zó gemaakt, dat de kosten zo laag mogelijk bleven. Dit omdat het budget in eerdere afleveringen was overschreden. Dat is tevens de reden dat er geen gastrollen of grote sets te zien zijn in deze aflevering.[1]

## Acteurs

### Hoofdrollen
- Scott Bakula als kapitein Jonathan Archer
- John Billingsley als dokter Phlox
- Jolene Blalock als overste T'Pol
- Dominic Keating als luitenant Malcolm Reed
- Anthony Montgomery als vaandrig Travis Mayweather
- Linda Park als vaandrig Hoshi Sato
- Connor Trinneer als overste Charles "Trip" Tucker III